# Алајош Сокољ
Алајош Сокољ (мађ. Alajos Szokoly, словен. Alojz Sokol; р. 19. јуна 1871 – 9. септембар 1932) је био мађарски атлетичар словачког порекла. Учествовао је на Летњим олимпијским играма одржаним 1896. године у Атини као такмичар Мађарске.
На Олимпијским играма Сокољ се такмичио у трци на 100 m. У квалификационој трци је стигао други са временом од 12.75 и квалификовао се за финалну трку. У финалној трци Сокољ је био један од три атлетичара који су стигли са временом од 12.6 секунди. Званичници су одлучили да Сокољ и Франсис Лејн из САД поделе треће место, дој је Александрос Калкокондилис био четврти.
Током олимпијских игара одржаних 1896. године, медаље нису додељиване али са данас Сокољ званично води као освајач бронзане медаље у трци на 100 метара.
На истој олимпијади Сокољ је учествовао у дисциплини троскок, најбољи резултат му је био 11.26 метара, са којим је освојио четврто место.
Сокољ се такође такмичио у трци на 110 метара са препонама. У квалификационој трци је био други, скоро до краја трке и то би му обезбедило место у финалу, али је на задњој препони се саплео и пао и тако омогућио Францу Рајхелу да га претекне и елиминише из финалне трке.